# Anton I. von Aldenburg

Anton I. von Aldenburg

Anton I. von Aldenburg (* 1. Februar 1633 in Kirchhatten; † 27. Oktober 1680 in Varel) war ein deutscher Reichsgraf und als illegitimer Sohn von Anton Günther von Oldenburg (1583–1667) nach dessen Tod Statthalter der Grafschaften  Oldenburg und Delmenhorst für den dänischen König.

## Leben

### Eltern

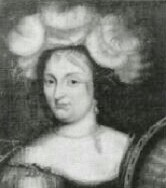
Antons Mutter Elisabeth Ungnad von Weissenwolf

Aldenburg war der illegitime Sohn des Grafen Anton Günther von Oldenburg und der aus der österreichischen Exulantenfamilie von Ungnad stammenden Freiin Elisabeth von Ungnad (* entweder 1603 oder 1614; † 1683), einem Patenkind seiner verwitweten Großmutter Elisabeth von Oldenburg (1541–1612, Tochter des Grafen Günther von Schwarzburg) und Hofdame von Juliane von Hessen-Darmstadt, verheirateten Fürstin von Ostfriesland. Sein Vater soll ihr ein mit seinem Blut unterschriebenes Heiratsversprechen gegeben haben, das ihr aber von einem seiner Räte unter einem Vorwand abgeschwatzt und ins Kaminfeuer fallen gelassen wurde. Seine Mutter verließ Oldenburg nach der Geburt und kehrte nach Ostfriesland zurück, wo ihr Vater Andreas Ungnad sich nach seiner Konversion zum Calvinismus niedergelassen hatte.

### Frühe Jahre
Aldenburg wuchs am Oldenburgischen Hof auf und erhielt eine sorgfältige Erziehung an deren Abschluss eine dreijährige Kavalierstour stand, die ihn von 1650 bis 1653 in Begleitung seines Hofmeisters Sebastian Friedrich von Kötteritz nach Italien und durch West- und Nordeuropa führte. Die Ehe Anton Günthers blieb kinderlos und so wurde Anton in den folgenden Jahren mit großer Fürsorge und trotz seiner Illegitimität standesgemäß versorgt. Am 16. März 1646 wurde Aldenburg vom Kaiser Ferdinand III. in den Adelsstand erhoben, wobei als Titel die älteste überlieferte Form des Namens Oldenburg gewählt wurde. Damit war Aldenburg der Begründer des Hauses Aldenburg, später Haus Aldenburg-Bentinck genannt. Am 25. Februar 1651 folgte die Erhebung in den Freiherrenstand und am 15. Juli 1653 die in den Reichsgrafenstand. Anton Günther sorgte auch für eine diesen Titeln entsprechende materielle Ausstattung. In langwierigen Verhandlungen mit dem dänischen Königshaus und den Herzögen von Schleswig-Holstein-Gottorf, die für den Fall des Fehlens von legitimen Nachkommen seitens Anton Günthers als Lehnsnachfolger für die Grafschaften Oldenburg und Delmenhorst vorgesehen waren, erreichte er im Rendsburger Vertrag von 1649 das freie Verfügungsrecht über bestimmte Einkünfte und Güter, die in einem Separationsvertrag 1653 spezifisch festgelegt wurden. Bereits 1654 erhielt Aldenburg das Amt Varel, 1655 die Vogtei Jade und 1657/1658 die Herrschaft Kniphausen als freies Grundeigentum. In seinem Testament vom 23. April 1663 setzte Anton Günther folgerichtig Aldenburg als seinen unehelichen Sohn im Rahmen eines Familienfideikommiss als Allodialerben in diesen Besitzungen ein, sicherte ihm ein Drittel der Weserzolleinnahmen zu und vermachte ihm zusätzlich eine Reihe von Vorwerken und Einzelgütern, unter anderem das Gut Hahn.
Im Jahr 1656 wurde Aldenburg unter dem Gesellschaftsnamen der Geschätzte in die Fruchtbringende Gesellschaft aufgenommen.

### Statthalter von Oldenburg und Delmenhorst

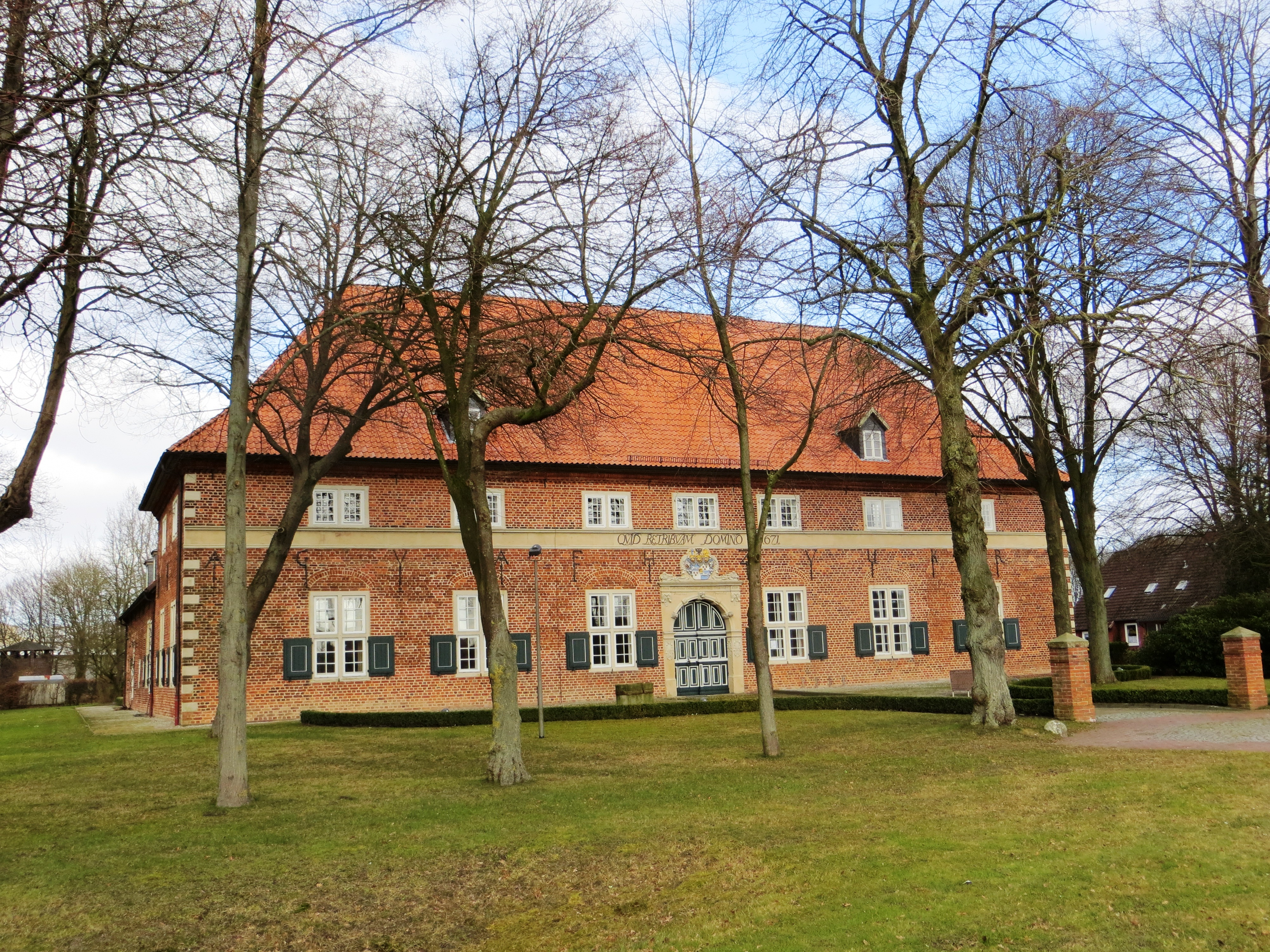
Ansicht des Waisenhauses von Varel

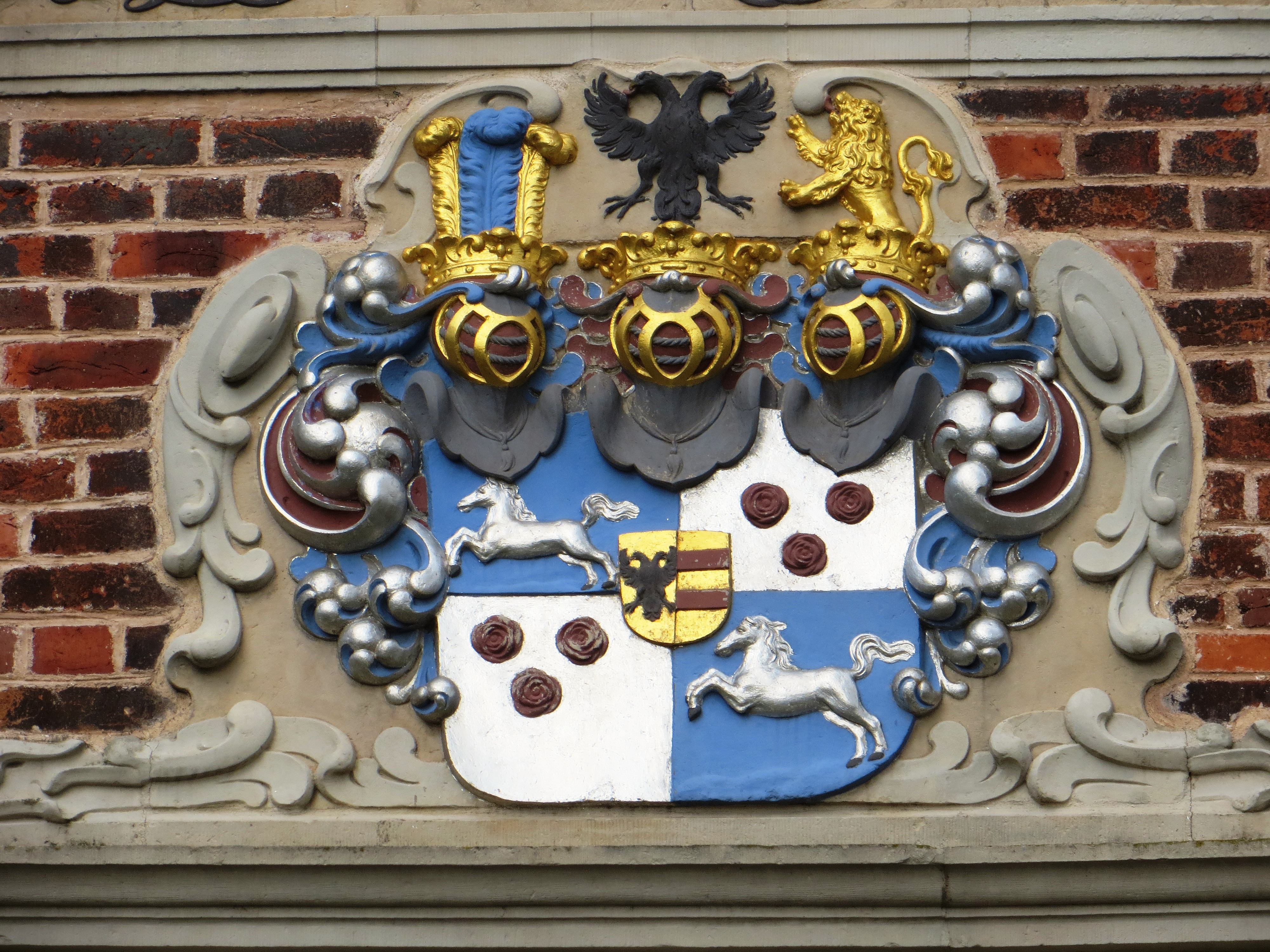
Detailsansicht des Waisenhauses mit dem Wappen Anton I.

Um seine Erbschaftsregelung abzusichern, übergab Anton Günther schon 1664 die Grafschaften Oldenburg und Delmenhorst seinen Lehnsnachfolgern, die Aldenburg als künftigen Statthalter der beiden Grafschaften anerkannten. Nach dem Tod Anton Günthers trat er dieses Amt sofort an. Damit endete für die beiden Grafschaften die direkte Zugehörigkeit zum Heiligen Römischen Reich Deutscher Nation und es begann die Reichsferne Zeit. 1667 vermehrte Aldenburg seinen Besitz durch Ankauf von Schloss Doorwerth, das er allerdings nur selten nutzte. Um seinen Besitz zu sichern und mögliche Reibungsflächen mit Dänemark zu verringern, tauschte Aldenburg 1669 seine in den Grafschaften gelegenen Güter gegen die Vogtei Schwei ein und bot 1676 sogar den Verzicht auf seinen Weserzollanteil an. 1671 gründete er das Waisenhaus in Varel, das bis heute mit dem ursprünglichen Stiftungszweck existiert und als Baudenkmal von Nationalem Rang gilt. Am 27. Oktober 1680 starb er überraschend und unter ungeklärten Umständen in Varel. Seine Frau bezichtigte den Arzt Ringelmann der absichtlichen Fehlbehandlung ihres Ehemannes. Aldenburgs Nachfolger in der Statthalterschaft von Oldenburg und Delmenhorst wurde Burchard Graf von Ahlefeldt als dänischer Oberlanddrost. Ihm folgte 1683 mit Anton Wolf von Haxthausen (1647–1694) ein Schwiegersohn Aldenburgs in diesem Amt.

## Familie
Aldenburg war zweimal verheiratet. Am 27. April 1659 heiratete er Augusta Johanna Reichsgräfin von Sayn-Wittgenstein-Hohenstein (* 12. April 1638; † 15. Mai 1669), die Tochter des kurbrandenburgischen Statthalters Johann von Sayn-Wittgenstein-Hohenstein.
Aus der ersten Ehe Aldenburgs stammten fünf Töchter:
- Antoinette Augusta (1660–1701) ⚭ Graf Ulrich Friedrich Gyldenlöwe, illegitimer Sohn des dänischen Königs
- Sophie Elisabeth (1661–1730) ⚭ Freiherr (seit 1692 Graf) Franz Heinrich von Fridag (1643–1694) auf Gödens
- Dorothea Justine (1663–1735) ⚭ Freiherr Anton Wolf von Haxthausen, ab 1683 oldenburgischer Oberlanddrost
- Louise Charlotte (1664–1730) ⚭ 1.  Oberst Christoph Bielke (* 1654; † 3. August 1704); ⚭ 2. Reichsgraf und Feldmarschall Gerhard von Dernath (1666–1740)
- Wilhelmine Juliane (1665–1746) ⚭ Oberlanddrost Georg Ernst Graf von Wedel-Jarlsberg (1666–1717)

Nach dem Tod seiner ersten Frau heiratete er am 29. Mai 1680 in Kopenhagen die aus Frankreich stammende Prinzessin Charlotte Amélie de La Trémoille (* 3. Januar 1652; †  21. Januar 1732), die Tochter des Henri Charles de La Trémoille und der Emilie von Hessen-Kassel. Der aus dieser Ehe stammende Sohn und Erbe Anton II. (1681–1738) wurde sieben Monate nach dem Tod des Vaters geboren. Die Herrschaft über die Aldenburgischen Besitzungen Kniphausen und Varel übernahm daher zunächst Aldenburgs Witwe für den unmündigen Sohn, der die Nachfolge dann ab 1706 antrat.

## Auszeichnungen
- Elefanten-Orden, 2. November 1616 (121. Verleihung)[6]